# Lega Nazionale A 2015 (football americano)
La Lega Nazionale A 2015 è la 30ª edizione del campionato di football americano di primo livello, organizzato dalla SAFV.

## Squadre partecipanti
| Club                    | Città      | Stadio          | Sponsor ufficiale | Risultato nella stagione 2014 |
| ----------------------- | ---------- | --------------- | ----------------- | ----------------------------- |
| Bern Grizzlies          | Berna      |                 |                   | Semifinalisti LNA             |
| Calanda Broncos         | Landquart  |                 |                   | Finalisti LNA                 |
| Gladiators Beider Basel | Basilea    |                 |                   | Vincitori XXIX Swiss Bowl     |
| Luzern Lions            | Lucerna    | Stadion Allmend |                   | Promossa da Lega B            |
| Winterthur Warriors     | Winterthur |                 |                   | Quinto posto in LNA           |
| Zürich Renegades        | Zurigo     |                 |                   | Semifinalisti LNA             |

## Stagione regolare

### Calendario

#### 1ª giornata
| Lucerna 28 marzo 2015, ore 18:00 CEST | Luzern Lions | 32 – 30 | Zürich Renegades | Stadion Allmend |

| Basilea 29 marzo 2015, ore 14:00 CEST | Gladiators Beider Basel | 38 – 14 | Bern Grizzlies | Stadio di atletica leggera St. Jakob |

| Winterthur 29 marzo 2015, ore 14:00 CEST | Winterthur Warriors | 10 – 36 | Calanda Broncos | Sportpark Deutweg |

#### 2ª giornata
| Coira 6 aprile 2015, ore 14:00 CEST | Calanda Broncos | 35 – 6 | Bern Grizzlies | Sportplatz Ringstrasse |

#### 3ª giornata
| Coira 11 aprile 2015, ore 18:00 CEST | Calanda Broncos | 45 – 20 | Winterthur Warriors | Sportplatz Ringstrasse |

| Witikon 12 aprile 2015, ore 14:00 CEST | Zürich Renegades | 21 – 12 | Gladiators Beider Basel | Sportplatz Looren |

| Berna 12 aprile 2015, ore 14:00 CEST | Bern Grizzlies | 13 – 10 | Luzern Lions | Stadio di atletica leggera Wankdorf |

#### 4ª giornata
| Winterthur 18 aprile 2015, ore 18:00 CEST | Winterthur Warriors | 10 – 23 | Gladiators Beider Basel | Sportpark Deutweg |

| Lucerna 18 aprile 2015, ore 18:00 CEST | Luzern Lions | 50 – 42 | Calanda Broncos | Stadion Allmend |

#### 5ª giornata
| Basilea 26 aprile 2015, ore 14:00 CEST | Gladiators Beider Basel | 28 – 18 | Luzern Lions | Stadio di atletica leggera St. Jakob |

| Witikon 26 aprile 2015, ore 14:00 CEST | Zürich Renegades | 22 – 48 | Calanda Broncos | Sportplatz Looren |

| Berna 26 aprile 2015, ore 14:00 CEST | Bern Grizzlies | 37 – 6 | Winterthur Warriors | Stadio di atletica leggera Wankdorf |

#### 6ª giornata
| Winterthur 2 maggio 2015, ore 18:00 CEST | Winterthur Warriors | 15 – 10 | Luzern Lions | Sportpark Deutweg |

#### 7ª giornata
| Coira 9 maggio 2015, ore 18:00 CEST | Calanda Broncos | 45 – 10 | Gladiators Beider Basel | Sportplatz Ringstrasse |

| Berna 10 maggio 2015, ore 14:00 CEST | Bern Grizzlies | 45 – 27 | Zürich Renegades | Stadio di atletica leggera Wankdorf |

#### 8ª giornata
| Lucerna 16 maggio 2015, ore 18:00 CEST | Luzern Lions | 12 – 36 | Bern Grizzlies | Stadion Allmend |

| Witikon 17 maggio 2015, ore 14:00 CEST | Zürich Renegades | 25 – 23 | Winterthur Warriors | Sportplatz Looren |

#### 9ª giornata
| Basilea 30 maggio 2015, ore 18:00 CEST | Gladiators Beider Basel | 27 – 43 | Calanda Broncos | Stadio di atletica leggera St. Jakob |

| Winterthur 31 maggio 2015, ore 14:00 CEST | Winterthur Warriors | 10 – 7 | Bern Grizzlies | Sportpark Deutweg |

| Witikon 31 maggio 2015, ore 14:00 CEST | Zürich Renegades | 21 – 8 | Luzern Lions | Sportplatz Looren |

#### 10ª giornata
| Lucerna 6 giugno 2015, ore 18:00 CEST | Luzern Lions | 22 – 42 | Gladiators Beider Basel | Stadion Allmend |

| Berna 6 giugno 2015, ore 18:00 CEST | Bern Grizzlies | 7 – 35 | Calanda Broncos | Stadio di atletica leggera Wankdorf |

| Winterthur 6 giugno 2015, ore 18:00 CEST | Winterthur Warriors | 21 – 10 | Zürich Renegades | Sportpark Deutweg |

#### 11ª giornata
| Coira 13 giugno 2015, ore 18:00 CEST | Calanda Broncos | 48 – 6 | Luzern Lions | Sportplatz Ringstrasse |

| Basilea 14 giugno 2015, ore 14:00 CEST | Gladiators Beider Basel | 28 – 0 | Winterthur Warriors | Stadio di atletica leggera St. Jakob |

| Witikon 14 giugno 2015, ore 14:00 CEST | Zürich Renegades | 23 – 20 | Bern Grizzlies | Sportplatz Looren |

#### 12ª giornata
| Lucerna 20 giugno 2015, ore 18:00 CEST | Luzern Lions | 20 – 21 | Winterthur Warriors | Stadion Allmend |

| Coira 21 giugno 2015, ore 14:00 CEST | Calanda Broncos | 42 – 22 | Zürich Renegades | Sportplatz Ringstrasse |

| Berna 21 giugno 2015, ore 14:00 CEST | Bern Grizzlies | 23 – 21 | Gladiators Beider Basel | Stadio di atletica leggera Wankdorf |

#### 13ª giornata
| Basilea 27 giugno 2015, ore 18:00 CEST | Gladiators Beider Basel | 31 – 22 | Zürich Renegades | Stadio di atletica leggera St. Jakob |

### Classifica
La classifica della regular season è la seguente:
- PCT = percentuale di vittorie, G = partite giocate, V = partite vinte, P = partite perse, PF = punti fatti, PS = punti subiti
- La qualificazione ai playoff è indicata in verde
- L'ultima classificata sfida la vincente della Lega B per la partecipazione alla LNA 2016 (giallo)

| Pos. | Squadra                 | PCT  | G  | V | P | PF  | PS  |
| ---- | ----------------------- | ---- | -- | - | - | --- | --- |
| 1    | Calanda Broncos         | .900 | 10 | 9 | 1 | 419 | 180 |
| 2    | Gladiators Beider Basel | .600 | 10 | 6 | 4 | 260 | 218 |
| 3    | Bern Grizzlies          | .500 | 10 | 5 | 5 | 208 | 217 |
| 4    | Winterthur Warriors     | .400 | 10 | 4 | 6 | 136 | 241 |
| 5    | Zürich Renegades        | .400 | 10 | 4 | 6 | 223 | 282 |
| 6    | Luzern Lions            | .200 | 10 | 2 | 8 | 188 | 296 |

## Playoff

### Semifinali
| Coira 4 luglio 2015, ore 18:00 | Calanda Broncos | 45 – 6 | Winterthur Warriors | Sportplatz Ringstrasse |

| Pratteln 4 luglio 2015, ore 18:00 | Gladiators Beider Basel | 28 – 41 | Bern Grizzlies | Sandgrube |

### Playout
| Chavannes-près-Renens 4 luglio 2015, ore 16:00 | Lausanne LUCAF Owls | 24 – 20 | Luzern Lions | Centro sportivo |

### XXX Swiss Bowl
| Basilea 11 luglio 2015, ore 18:00 | Calanda Broncos | 49 – 21 | Bern Grizzlies | Stadion Rankhof |

## Verdetti
- Calanda Broncos Campioni di Svizzera 2015
- Luzern Lions relegati in Lega B 2016